# Fernand Gabriel
Fernand Gabriel, francoski dirkač, * 1880, Francija, † 9. september 1943, Pariz, Francija.
Fernand Gabriel se je rodil leta 1880. Prve pomembnejše dirke se je udeležil v sezoni 1899, ko je na dirki Pariz-Bourdeaux odstopil. Prvo vidnejšo uvrstitev je dosegel v sezoni 1902 z drugim mestom na Dirki po Ardenih, svojo prvo in edino zmago pa v naslednji sezoni 1903 na dirki Pariz-Madrid z dirkalnikom Mors. V naslednjih sezonah je veliko nastopal, toda ni se mu več uspelo uvrstiti na stopničke. Najvišje se mu je uspelo uvrstiti na četrto mesto, kar mu je v sezoni 1907 uspelo na dirki za Veliko nagrado Francije in dirki Coppa della Velocita. Po prvi svetovni vojni je med letoma 1924 in 1928 nastopil na dirki 24 ur Le Mansa, kjer pa ni dosegel vidnejšega rezultata. Po letu 1928 se je tudi upokojil kot dirkač. 9. septembra 1943 je umrl ob bombardiranju Renaultove tovarne v Parizu.